# Carpacoce vaginellata
Carpacoce vaginellata là một loài thực vật có hoa trong họ Thiến thảo. Loài này được Salter mô tả khoa học đầu tiên năm 1937.